# برهمان‌بریا-۱
برهمان‌بریا-۱ (به لاتین: Brahmanbaria-1) یک منطقهٔ مسکونی در بنگلادش است که در ناحیه برهمن‌بریه واقع شده‌است.